# West Columbia (South Carolina)
West Columbia ist eine Stadt (City) im Lexington County im Bundesstaat South Carolina in den Vereinigten Staaten. Das U.S. Census Bureau hat bei der Volkszählung 2020 eine Einwohnerzahl von 17.416 ermittelt. West Columbia ist Teil der Metropolregion um Columbia.

## Geografie
West Columbia grenzt im Osten an Columbia, die Hauptstadt des Bundesstaates, über den Congaree River. Es liegt in der Nähe von Columbias Stadtzentrum oder Downtown District sowie dem South Carolina State House und dem Congaree Vista, der lokal als "the Vista" bekannt ist. Die Stadt grenzt im Süden an ihren Schwestervorort Cayce. Ein kleiner Teil der Stadt grenzt im Osten an die Stadt Lexington.

## Geschichte
West Columbia wurde 1894 als Brookland gegründet, aber der U.S. Postal Service nannte die Stadt New Brookland, da es eine andere Stadt namens Brookland gab. Im Jahr 1936 wurde der Name in West Columbia geändert, um die Nähe zu Columbia, der Hauptstadt, zu betonen.

## Demografie
Nach einer Schätzung von 2019 leben in West Columbia 17.998 Menschen. Die Bevölkerung teilte sich im selben Jahr auf in 76,2 % Weiße, 18,4 % Afroamerikaner, 0,1 % amerikanische Ureinwohner, 1,7 % Asiaten, 0,3 % Ozeanier und 2,5 % mit zwei oder mehr Ethnizitäten. Hispanics oder Latinos aller Ethnien machten 9,0 % der Bevölkerung aus. Das mittlere Haushaltseinkommen lag bei 46.623 US-Dollar und die Armutsquote bei 15,6 %.
| Jahr | Einwohner¹ |
| ---- | ---------- |
| 1950 | 1.543      |
| 1960 | 6.410      |
| 1970 | 7.838      |
| 1980 | 10.409     |
| 1990 | 10.588     |
| 2000 | 13.064     |
| 2010 | 14.988     |
| 2020 | 17.416     |

¹ 1950 – 2020: Volkszählungsergebnisse

## Sehenswürdigkeiten
Die Gervais Street Bridge, die Mount Hebron Temperance Hall, der New Brookland Historic District und der Saluda Factory Historic District sind im National Register of Historic Places aufgeführt.